# 사타쿤타

지역 문장

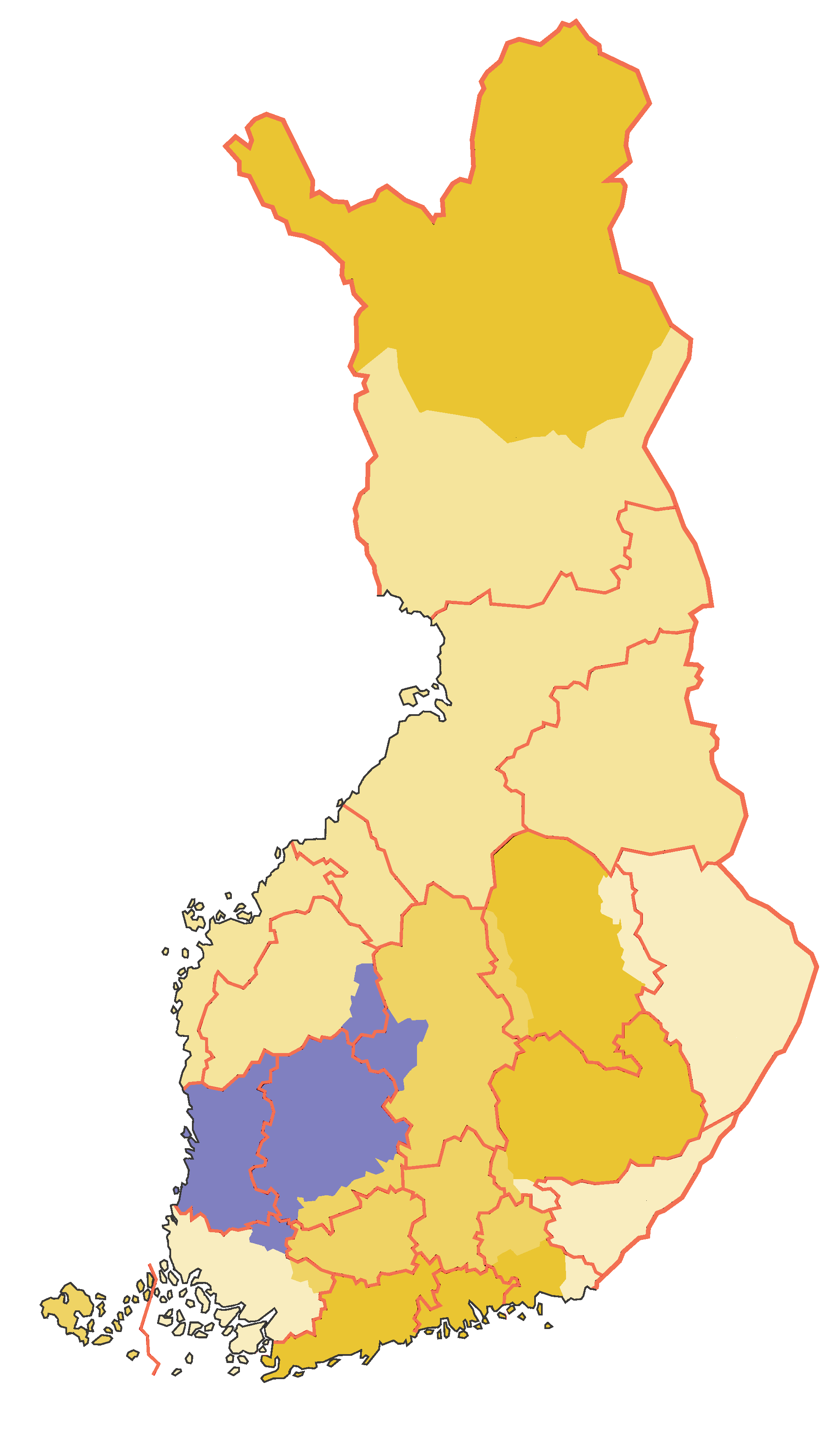
사타쿤타의 위치 (연보라색으로 표시된 지역)

사타쿤타(핀란드어: Satakunta, 스웨덴어: Satakunda, 라틴어: Finnia Septentrionalis 또는 Satagundia)는 핀란드의 역사적 지역으로 현재의 핀란드 남서부에 위치한다. 스웨덴어 이름인 사타쿤다(Satakunda)라고 부르기도 한다. 역사적 지역인 포흐얀마, 헤메, 남서핀란드와 접하며 보트니아만과도 접한다.
사타쿤타는 역사적으로 현재의 사타쿤타 지역, 피르칸마 지역의 대부분 지역, 중앙수오미 지역, 남포흐얀마 지역의 소수 지역을 포함하고 있다.